# Durio crassipes
Durio crassipes  Kosterm. & Soegeng è un albero della famiglia delle Malvacee endemico del Borneo.

## Descrizione
L'albero può raggiungere l'altezza di 60 metri. I frutti non sono commestibili.